# Roxane Vaisemberg
Roxane Vaisemberg (São Paulo, 25 de julho de 1989) é uma tenista profissional brasileira.